# Огониця
Огониця (словен. Ohonica) — поселення в общині Боровниця, Осреднєсловенський регіон, Словенія. Висота над рівнем моря: 316 м.